# 변창훈
변창훈(邊昶勳, 1969년 8월 29일 ~ 2017년 11월 6일)은 대한민국의 검사이다. 국가정보원 댓글 사건 방해 혐의로 수사를 받던 중 피의자 심문을 앞두고 투신하였다. 

## 학력
- 심인고등학교 졸업
- 서울대학교 법학 학사

## 경력
- 1991년 제33회 사법시험 합격
- 1994년 사법연수원 23기 수료
- 2008.03 ~ 2009.01 서울고등검찰청 검사
- 2009.01 ~ 2009.08 울산지방검찰청 공안부 부장검사
- 2009.08 ~ 2010.07 수원지방검찰청 공안부 부장검사
- 2010.07 ~ 2011.08 인천지방검찰청 형사5부 부장검사
- 2011.08 ~ 2012.07 서울중앙지방검찰청 공안2부 부장검사
- 2012.07 ~ 2013.04 수원지방검찰청 형사3부 부장검사
- 2013.04 ~ 2015.02 서울중앙지방검찰청 부장검사
- 2015.02 ~ 2016.01 대검찰청 공안기획관
- 2016.01 ~ 2017.08 서울북부지방검찰청 차장검사
- 2017.08 ~ 서울고등검찰청 검사